# Ofiússa
Ofiússa ou Ophiussa é o nome dado pelos antigos gregos ao território português. Significa Terra das Serpentes.
Os ofis viveriam nas montanhas do norte de Portugal, incluindo a Galiza. Outros dizem que estes viviam na foz dos rios Douro e do Cávado com sua foz em Ofir. As fontes clássicas, principalmente a Ora Maritima, localizam os ofis ou sefes perto dos cempsos, sobretudo ao longo da costa sul do Tejo ou junto à foz dos rios Tejo e Sado. Este povo venerava as serpentes, daí Terra das Serpentes ou serpes.
Existem alguns estudos arqueológicos que mencionam este povo e cultura. Alguns creem que a serpe ou dragão, por vezes representados semelhantes a um grifo e originários de uma primitiva serpente alada - a Serpente de Moisés ou "Serpe Real" (ou dragão, alada e cabeça dragonada), adoptada como timbre ou símbolo pelo rei D. João I, timbre dos Reis de Portugal e depois também dos Imperadores do Brasil, está relacionado com este povo, ou com os celtas que mais tarde colonizaram a zona, que por sua vez poderiam ter sido influenciados pelo culto ofi.
Na face cristã deste símbolo no Reino de Portugal, expressa na tradição dos monges cistercienses de Alcobaça sobre o Milagre de Ourique e a consequente origem das Quinas da coroa portuguesa nas Cinco Chagas de Jesus Cristo, descrita no mesmo Juramento de Ourique, este símbolo sagrado da serpente ligado à sabedoria divina e já atribuído a Moisés, liga-se agora essencialmente com a divindade de Jesus Cristo.
No século IV, o poeta romano Avieno, na Ora maritima, um documento inspirado por uma viagem marítima, anotou "Oestriminis" (ou o extremo ocidente) povoados pelos Estrímnios, um povo que vive naquela área desde há muito tempo, que tiveram que fugir das suas terras depois de uma "invasão de serpentes". Isto pode ser uma relação aos Sefes ou ofis ("o povo das serpentes") e aos Draganos ("o povo dos dragões"), que vieram colonizar aquelas terras e formaram um território conhecido pelos gregos como Ofiússa. Alguns autores relacionam o povo Ofi com os druidas ou proto-celtas ou, até mesmo, antigos egípcios. Numa tradição egípcia, refere-se que as "serpentes" egípcias de Carnaque ou Luxor teriam emigrado para a Europa.
A expulsão dos Estrímnios,  da Ora Maritima:
Ophiussam ad usque. rursum ab huius litore
internum ad aequor, qua mare insinuare se
dixi ante terris, quodque Sardum nuncupant,
septem dierum tenditur pediti via.
Ophiussa porro tanta panditur latus
quantam iacere Pelopis audis insulam
Graiorum in agro. haec dicta primo Oestrymnis est
locos et arva Oestrymnicis habitantibus,
post multa serpens effugavit incolas
vacuamque glaebam nominis fecit sui.